# Terengganu Cycling Team/Saison 2011
Dieser Artikel listet Erfolge und Mannschaft des Terengganu Cycling Teams in der Saison 2011 auf.

## Erfolge in der Asia Tour
| Datum            | Rennen                                    | Kat. | Fahrer                |
| ---------------- | ----------------------------------------- | ---- | --------------------- |
| 11. März         | 4. Etappe Jelajah Malaysia                | 2.2  | Anuar Manam           |
| 12. Juni         | 7b. Etappe Tour de Singkarak              | 2.2  | Chan Jae Jang         |
| 26. Juni         | Malaysische Meisterschaft – Straßenrennen | CN   | Mohd Shahrul Mat Amin |
| 8. September     | 2. Etappe Tour de Brunei                  | 2.2  | Anuar Manam           |
| 9. September     | 3. Etappe Tour de Brunei                  | 2.2  | Mohd Harrif Saleh     |
| 10. September    | 4. Etappe Tour de Brunei                  | 2.2  | Mohd Shahrul Mat Amin |
| 7.–11. September | Gesamtwertung Tour de Brunei              | 2.2  | Shinichi Fukushima    |
| 9. Oktober       | 7. Etappe Tour d’Indonesia                | 2.2  | Mohd Shahrul Mat Amin |
| 10. Oktober      | 8. Etappe Tour d’Indonesia                | 2.2  | Shinichi Fukushima    |
| 12. Oktober      | 10. Etappe Tour d’Indonesia               | 2.2  | Shinichi Fukushima    |
| 24. Oktober      | 5. Etappe Tour of Hainan                  | 2.HC | Anuar Manam           |

## Mannschaft
| Name                              | Geburtstag         | Nationalität | Team 2010                      |
| --------------------------------- | ------------------ | ------------ | ------------------------------ |
| Faiz Syarifuddin Abd Kadir        | 19. Januar 1990    | Malaysia     | Neoprofi                       |
| Muhammad Shobry Abdullah          | 15. August 1990    | Malaysia     | Neoprofi                       |
| Shinichi Fukushima                | 13. September 1971 | Japan        | Geumsan Ginseng Asia           |
| Chan Jae Jang                     | 6. Januar 1989     | Südkorea     | Neoprofi                       |
| Do Hyeong Kim                     | 15. Oktober 1986   | Südkorea     | Neoprofi                       |
| Anuar Manam                       | 11. Oktober 1986   | Malaysia     | Geumsan Ginseng Asia           |
| Nur Amirul Fakhruddin Marzuki     | 24. Januar 1992    | Malaysia     | Neoprofi                       |
| Mohd Shahrul Mat Amin             | 6. September 1989  | Malaysia     | Angkatan Tentera Malaysia Team |
| Mohammad Saufi Mat Senan          | 10. Oktober 1990   | Malaysia     | Neoprofi                       |
| Nara Motoi                        | 28. April 1982     | Japan        | Geumsan Ginseng Asia           |
| Mohd Nor Umardi Rosdi             | 11. August 1986    | Malaysia     | Letua Cycling Team (2007)      |
| Phuchong Sai-Udomsin (bis 31.07.) | 23. März 1988      | Thailand     | Geumsan Ginseng Asia           |
| Mohd Harrif Saleh                 | 15. September 1988 | Malaysia     | MNCF Cycling Team (2009)       |
| Yusrizal Usoff                    | 27. August 1990    | Malaysia     | Neoprofi                       |

## Platzierungen in UCI-Ranglisten
UCI Asia Tour 2011
|      | Fahrer                        | Punkte |
| ---- | ----------------------------- | ------ |
| 13.  | Shinichi Fukushima            | 132    |
| 38.  | Anuar Manam                   | 79     |
| 54.  | Mohd Shahrul Mat Amin         | 55     |
| 62.  | Chan Jae Jang                 | 46     |
| 84.  | Mohd Harrif Saleh             | 38     |
| 140. | Nur Amirul Fakhruddin Marzuki | 18     |
| 326. | Nara Motoi                    | 3      |